# Eugenia Crușevan
Eugenia Crușevan (ur. 1889 w Fălești, zm. 11 marca 1976 w Timișoarze) – pierwsza prawniczka na terenie Besarabii.

## Życiorys
Była córką Epaminonda Crușevana. Po liceum w Kiszyniowie, ukończyła studia prawnicze na Uniwersytecie Moskiewskim w 1918 r.
Karierę adwokacką rozpoczęła wraz z zapisaniem się do Izby Adwokackiej w Kiszyniowie. Była sekretarzem Stowarzyszenia Kobiet Rumuńskich. W 1944 r. uciekła do Rumunii, osiedlając się w Buzău i przechowując archiwa instytucji, w której pracowała. Na początku lat 50. przeniosła się do Timișoary. Pracowała jako prawniczka do emerytury. Jest pochowana na cmentarzu w Timișoarze.

## Wzmianki
Publikacja Cuvântul dreptății (n. z 1919 r.) opisuje dzień jej powołania na stanowisko adwokata: „17 października 1919 r. na posiedzeniu zjednoczonych sekcji Sądu Apelacyjnego w Kiszyniowie odbyła się z wielką powagą ceremonia zaprzysiężenia na adwokata panny Eugenii Crușevan, absolwentki prawa Uniwersytetu Moskiewskiego, którą Rada Izby Adwokackiej jednogłośnie wpisała do Izby Adwokackiej Besarabii. Panna Crușevan jest pierwszą kobietą prawnikiem na terenie Besarabii”.
W Kiszyniowie mieszkała na ulicy Marasti 2, obecnej ulicy Teatru. W Kiszyniowie znajduje się ulica jej imienia.